# Ferula (insegna liturgica)

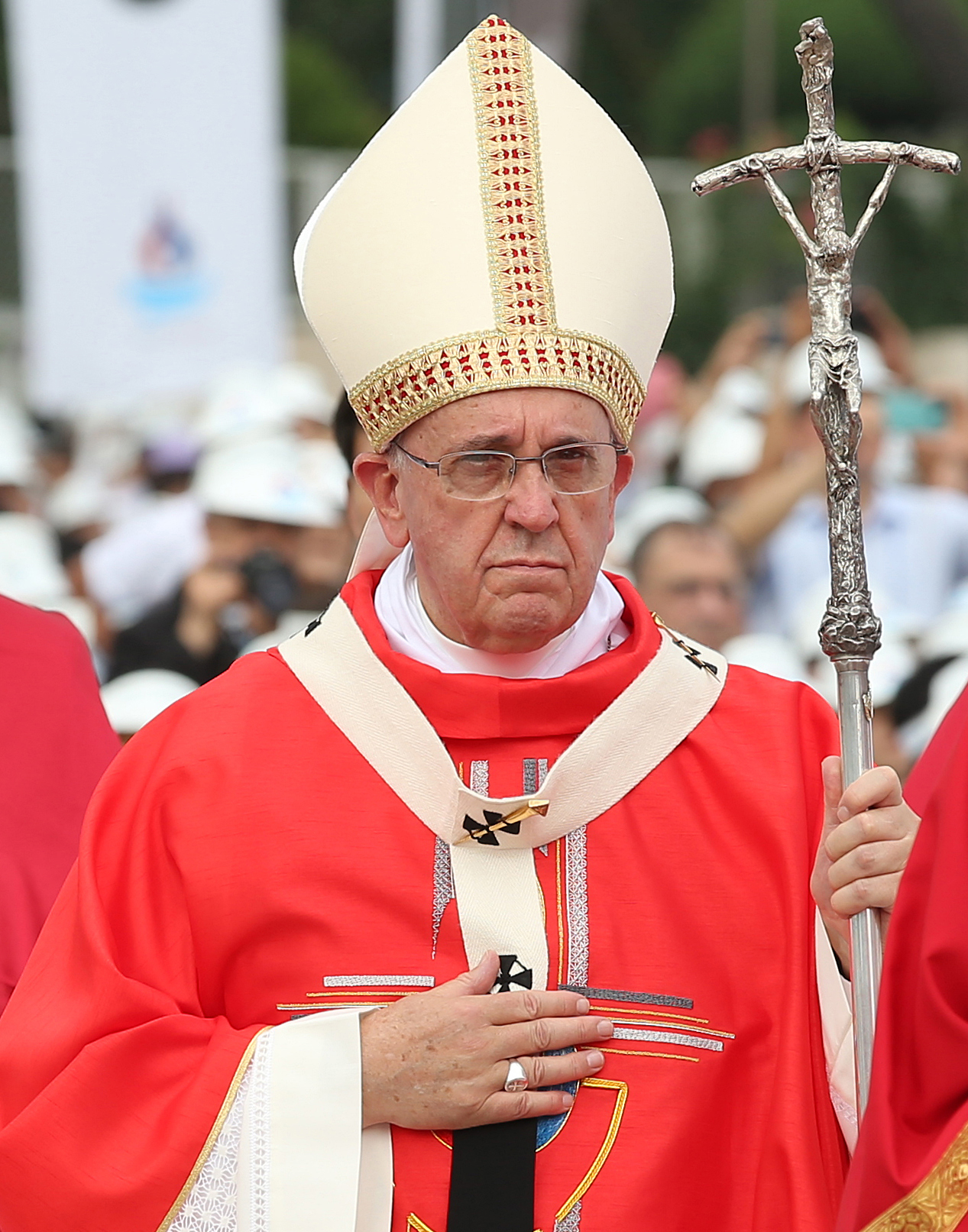
Papa Francesco con la ferula e la mitra durante la beatificazione di Paolo Yun Ji-chung e 123 compagni, martiri coreani, celebrata a Seul il 16 agosto 2014

La ferula, nei culti cristiani, è il pastorale che viene portato durante le celebrazioni dal papa (ferula papale) e da altri ecclesiastici (ferula comune). Ne fanno uso anche alcuni vescovi anglicani.
La ferula è simile al bastone pastorale del vescovo ma, a differenza di quest'ultimo, ha all'estremità una sfera di metallo prezioso sormontata, a seconda del tipo, da una croce (di diversa tipologia) o da un crocefisso.

## Storia

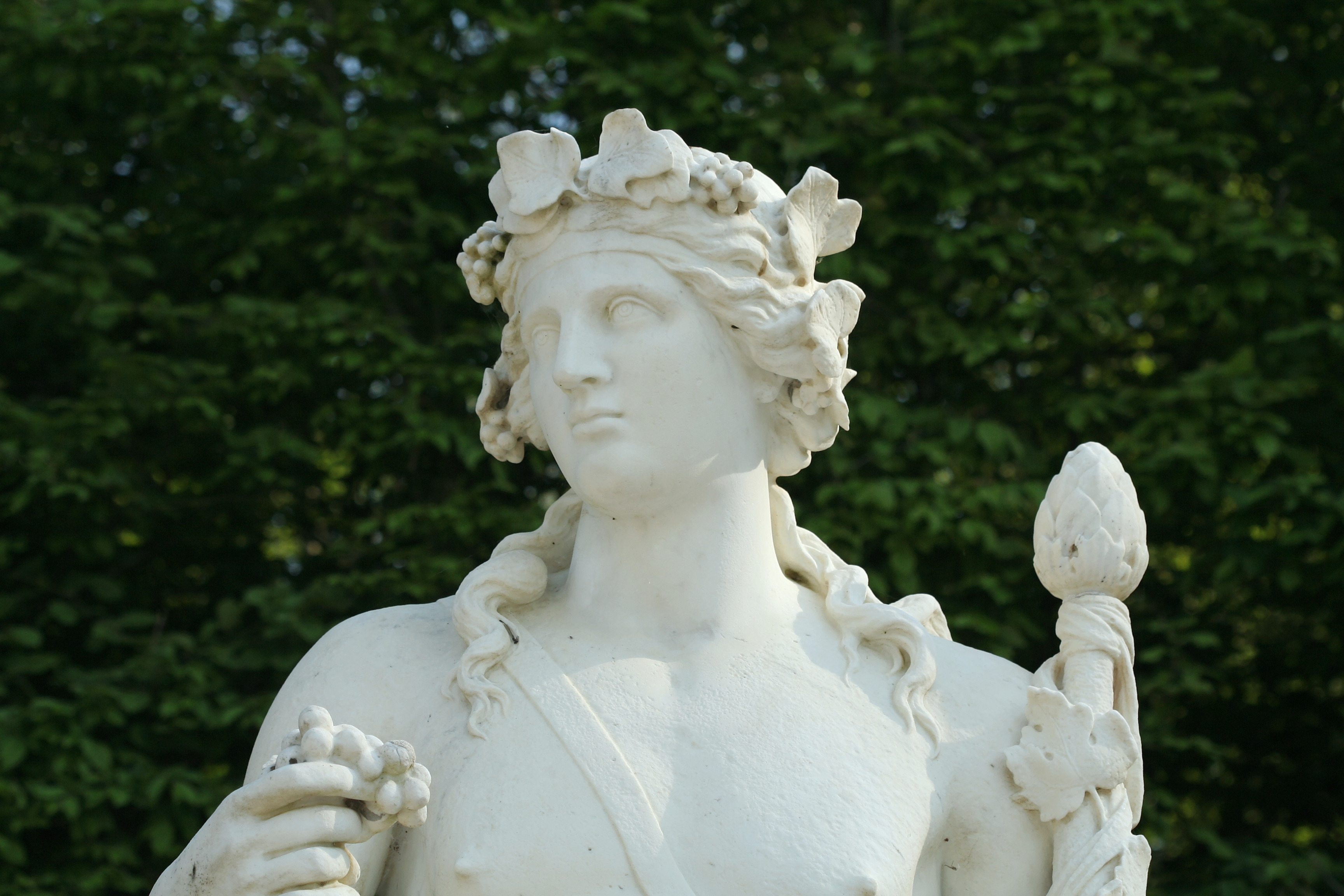
Bacco con ferula in mano

La ferula (dal latino ferŭla, di incerta origine, ma dal probabile significato di "canna" o "verga") era un bastone portato dai partecipanti all'antico culto dei misteri dionisiaci. 
La ferula era chiamata anche tirso: un lungo bastone, avvolto con edera e pampini, con alla cima una pigna che era portato da Dioniso e dai suoi seguaci nella celebrazione dei misteri.

## Ferula papale

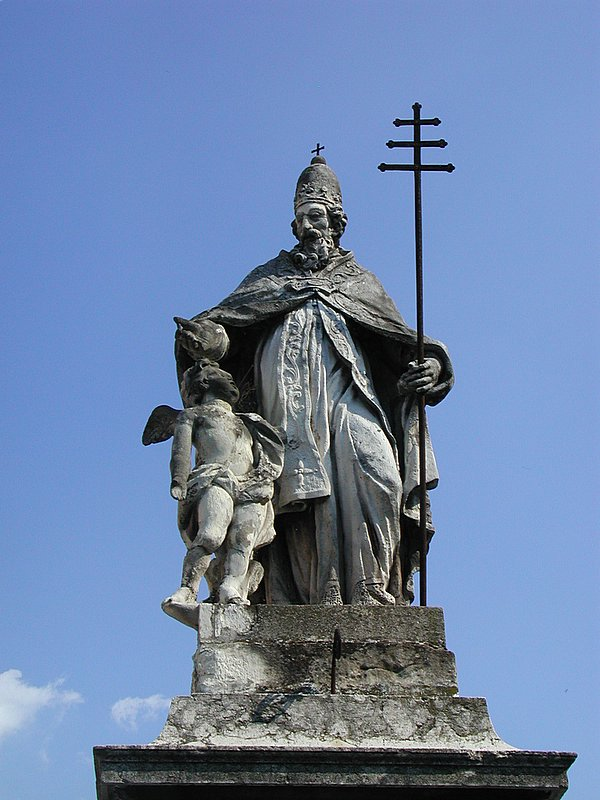
Statua raffigurante papa Silvestro I con la ferula dotata di una croce a tre braccia

La ferula papale è il pastorale particolare del papa.
Anziché essere ricurvo, come il comune pastorale episcopale, è dotato, all'estremità superiore, di una croce. A lungo, come visibile nelle rappresentazioni artistiche ed iconografiche, è stata prerogativa papale una ferula con croce tripla, ossia un bastone con all'estremo una croce a tre braccia. Una ferula di tale tipologia, appartenente a papa Leone XIII e da lui utilizzata per l'apertura della porta santa in occasione del Giubileo del 1900, è stata usata per l'ultima volta da papa Giovanni Paolo II in occasione del Giubileo del 1983.
Dall'alto medioevo, se non prima, i papi si servirono della ferula pontificalis come insegna indicante la loro potestà temporale. La forma della ferula non è ben conosciuta ma probabilmente si presentava già come un bastone che portava al suo vertice una croce. È dal tardo medioevo che i papi iniziarono a usare come ferula anche un bastone con la triplice croce. Nel medioevo, inoltre, al papa, quando dopo la sua elezione prendeva possesso della basilica di San Giovanni in Laterano, era presentata la ferula dal priore della chiesa di San Lorenzo in Palatio come signum regiminis et correctionis, cioè come simbolo di governo che include la punizione e la penitenza. La presentazione della ferula fu un atto importante, ma non aveva lo stesso significato dell'imposizione del pallio nella incoronazione del papa. Infatti, non era più osservata almeno dall'inizio del Cinquecento.

Papa Giovanni XXIII con la ferula di papa Pio IX

L'uso della ferula non ha mai fatto parte della liturgia papale, tranne in alcune occasioni come l'apertura della porta santa e le consacrazioni delle chiese, nelle quali il papa prendeva la ferula per bussare per tre volte alla porta e per disegnare l'alfabeto latino e greco sul pavimento della chiesa. Generalmente, infatti, tali croci erano abitualmente utilizzate come croci astili in capo al corteo papale, come simbolo pontificale. È dal pontificato di papa Paolo VI che la ferula è entrata a pieno titolo nell'ambito della liturgia e delle celebrazioni papali, come effetto delle riforme conciliari e come segno di un avvicinamento del papa al popolo e al ministero episcopale, facendo perdere del tutto alla ferula quelle antiche connotazioni di simbolo del potere temporale. L'uso della ferula attualmente si presenta, dunque, analogo a quello del pastorale per i vescovi.
Dal pontificato di papa Paolo VI ai primi anni del magistero di papa Benedetto XVI venne utilizzata una nuova ferula realizzata da Lello Scorzelli, su commissione di papa Montini, terminante in crocefisso anziché in croce. Di questa ferula, negli anni del pontificato di papa Giovanni Paolo II, all'avanzare della malattia del pontefice, fu realizzata anche una copia in alluminio, molto più leggera, per facilitarne l'uso da parte del papa. Tale copia è stata utilizzata anche in alcune occasioni dai pontefici successivi e si distingue per la presenza dello stemma di papa Giovanni Paolo II e non di papa Paolo VI, al di sotto dell'impugnatura. Dalla domenica delle palme del 2008, però, papa Benedetto XVI riprese l'uso della ferula di papa Pio IX (già adoperata in alcune occasioni, quali giubilei o il Concilio Vaticano II, da papa Pio XI, papa Pio XII e papa Giovanni XXIII), essendo più leggera e maneggevole. Il 28 novembre 2009 papa Benedetto XVI ha cambiato di nuovo la ferula, adottandone una personale donata dal Circolo San Pietro, simile per forma alla precedente, ma di peso leggermente inferiore a quella di papa Pio IX, per motivi ancora una volta di maggiore praticità. 
Papa Francesco nei primi giorni del suo pontificato ha usato esclusivamente la ferula di papa Benedetto XVI. A partire dalla celebrazione della messa in occasione dell'insediamento sulla Cathedra Romana in Laterano il 7 aprile 2013, papa Bergoglio ha ripreso l'utilizzo della croce pastorale di papa Paolo VI, alternandola con quella di Benedetto XVI nelle successive celebrazioni.
È stata spesso abitudine per i pontefici Paolo VI (nei primi anni dall'introduzione di tale uso della ferula come pastorale papale), Giovanni Paolo II (nei primi anni) e Francesco utilizzare ferule occasionali, magari in quanto dono di fedeli, comunità, parrocchie e diocesi, anche in occasioni di visite e viaggi. Ad esempio, per la celebrazione a Lampedusa dell'8 luglio 2013, papa Francesco ha utilizzato una ferula fatta da un falegname del luogo, con il legno dei barconi dei migranti, dove nel braccio orizzontale della croce sono incisi due pesci e un cuore, mentre in quello verticale ci sono cinque pani.

## Ferula comune

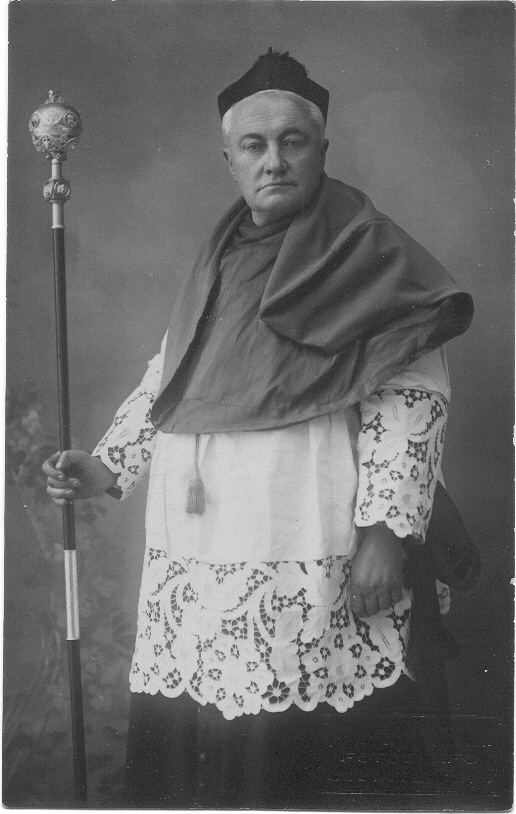
Prevosto in abito corale che porta la ferula

La ferula comune è tipicamente un bastone di colore nero che nella parte superiore termina con un globo argenteo o dorato sormontato da una piccola croce, talvolta ingioiellata o impreziosita. La ferula comune può essere simile nelle forme al bastone di cui sono insigniti vari priori di confraternite e in tal caso è detta "mazza priorale".
Vengono insigniti della ferula comune: i vicari episcopali e quei parroci che conservano onorificamente il titolo di prevosto o che sono titolari di parrocchie già prepositurali elevate ad arcipreture. La ferula nei predetti ruoli è ancora in uso in ambito ambrosiano.
Nello stesso rito ambrosiano la ferula è utilizzata anche dal cerimoniere nelle funzioni pontificali, nonché da chi presiede il Capitolo dei canonici, e, per privilegio particolare, dai singoli canonici quando presiedono nella chiesa parrocchiale della quale portano il titolo.
Viene usata, anche se molto raramente, dai prevosti delle parrocchie di rito romano delle diocesi di Como, di Lugano e di Novara, che un tempo seguivano il rito ambrosiano o che comunque ne hanno subito l'influsso. È utilizzata nelle celebrazioni solenni dall'arciprete del Capitolo della Cattedrale di Como.
È concesso l'uso della ferula anche al parroco di Caltignaga, che è l'unico parroco della diocesi di Novara che ha mantenuto il titolo di prefetto, e al rettore della santuario della Madonna di Tirano (diocesi di Como), pur non essendo prevosti o arcipreti. Al prefetto di Caltignaga corrispondeva una certa autorità sulle parrocchie della prefettura e la sua autorità era equiparata a quella del prevosto), nel caso del rettore del santuario di Tirano, probabilmente, si è voluto dare un segno di distinzione al rettore di una santuario importante che fa parte della parrocchia prepositurale di Tirano, il cui titolare ha diritto all'uso della ferula in quanto prevosto.
La ferula comune è anche un bastone patriarcale per i cattolici ed ortodossi di rito armeno, utilizzato anche dagli ortodossi di rito bizantino.

## Uso liturgico della ferula
In generale, l'uso della ferula nella liturgia è lo stesso di quello del pastorale: è previsto nelle processioni, nella predicazione e nelle benedizioni solenni.
In particolare, nella Messa solenne il celebrante porta la ferula nei seguenti riti:
- processione d'ingresso,
- proclamazione del Vangelo,
- omelia,
- eventuale rito della Confermazione,
- benedizione finale,
- processione di congedo.

Questa prassi è seguita anche dai sommi pontefici, ad eccezione dell'omelia, durante la quale nessun papa ha fatto uso della ferula.
La ferula viene portata dal celebrante con la mano sinistra, come il pastorale, per consentirgli di segnarsi e benedire con la destra.

## La ferula nell'arte cristiana
Nell'arte bizantina, talvolta gli arcangeli Gabriele e Michele, per il loro ruolo di messaggeri divini, sono raffigurati con in pugno la ferula. Si tratta in questo caso del baculus viatorius, il lungo bastone che qualificava il messaggero dell'imperatore bizantino.

## Galleria d'immagini

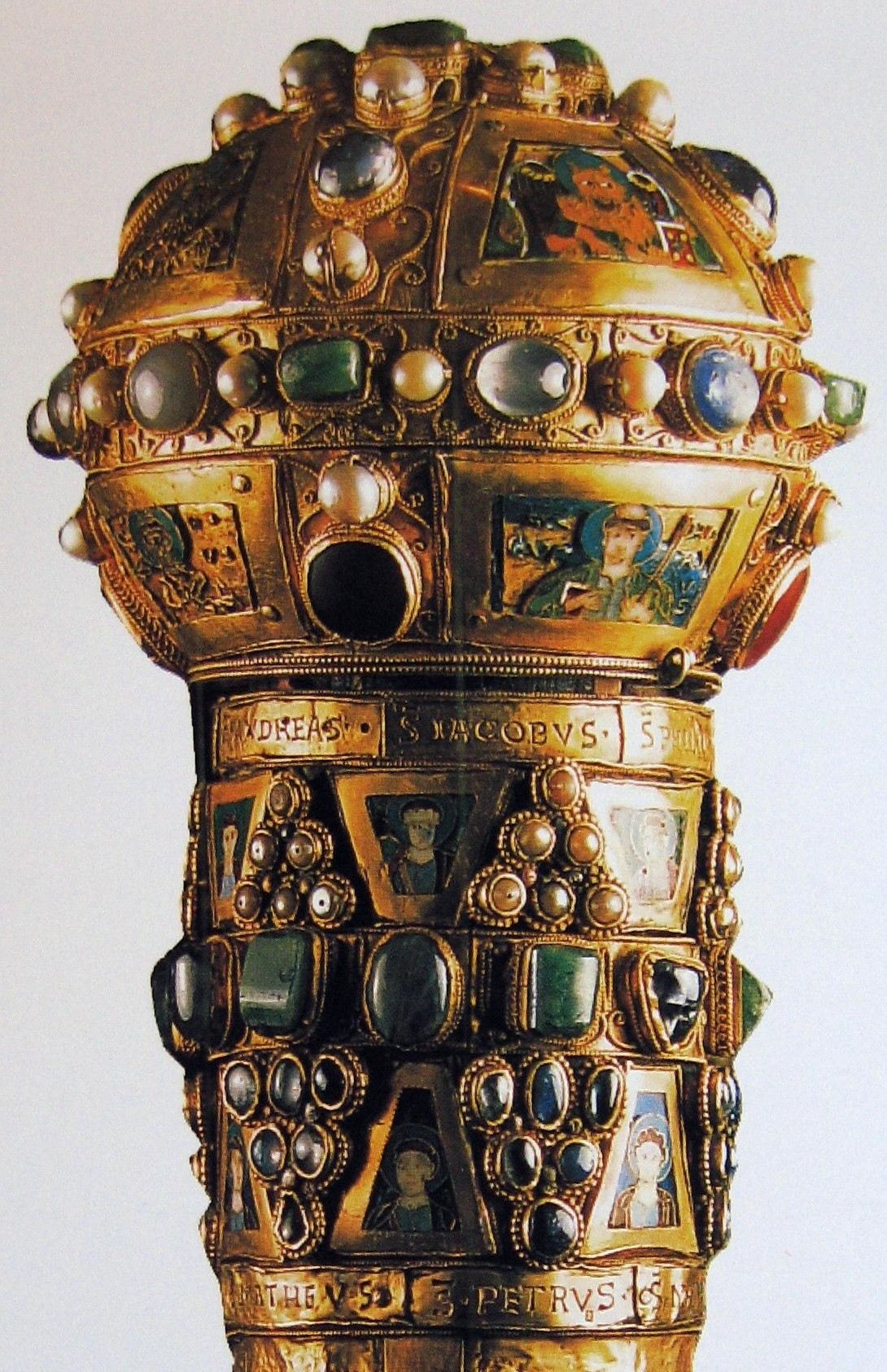
Ferula di san Pietro (pomello) - Reliquia del X secolo conservata nel tesoro del duomo di Limburg (Germania)
Papa Paolo VI con la ferula di Lello Scorzelli, usata dall'8 dicembre 1965
Papa Giovanni Paolo I con la stessa ferula nel settembre 1978
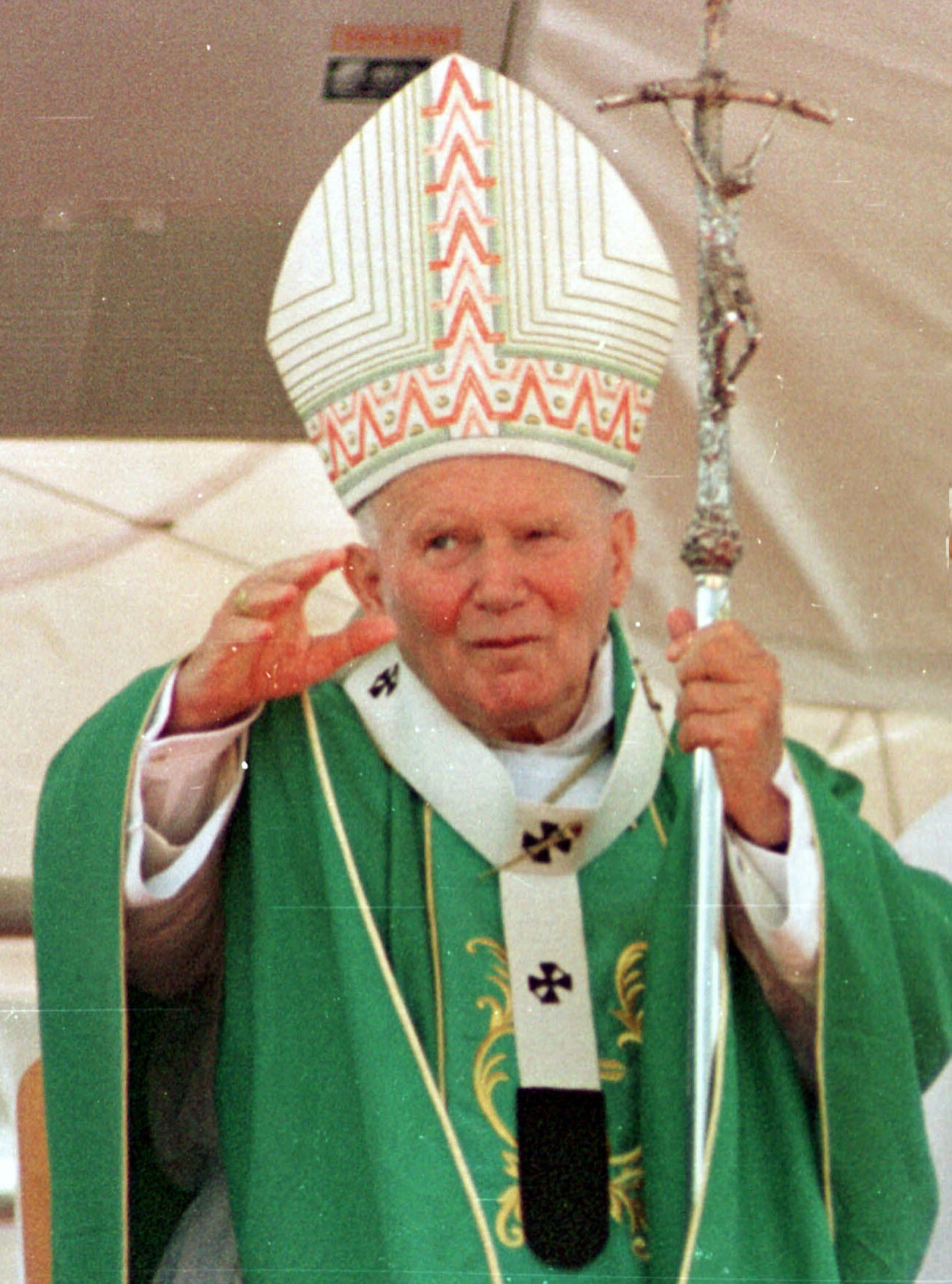
Papa Giovanni Paolo II con la stessa ferula, usata durante tutto il suo pontificato
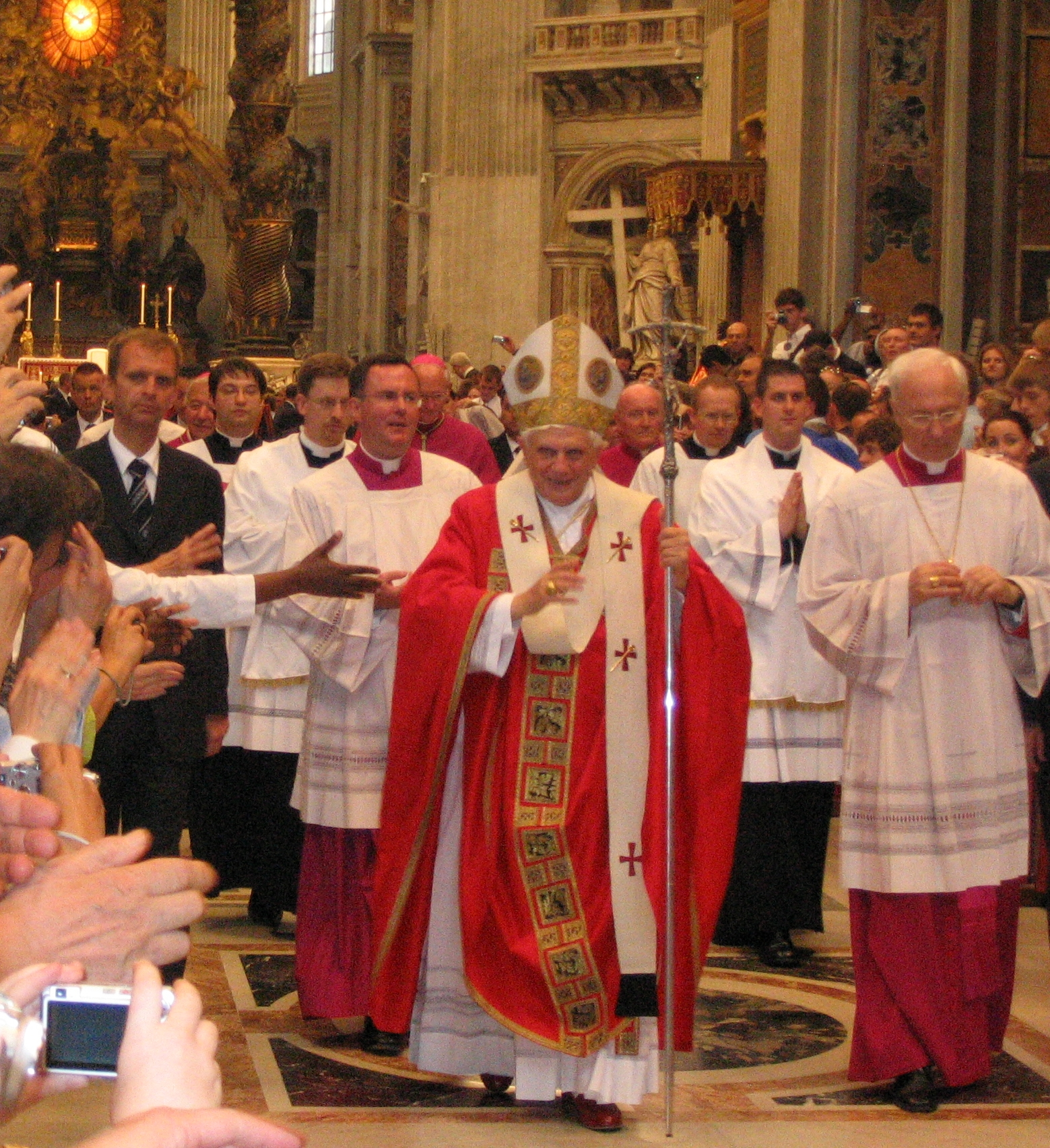
Papa Benedetto XVI con la stessa ferula, usata dal 2005 al marzo 2008
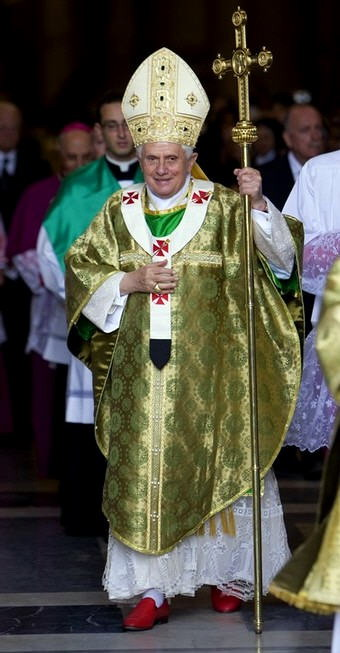
Papa Benedetto XVI con la ferula di papa Pio IX, usata dal 2008 al 2009
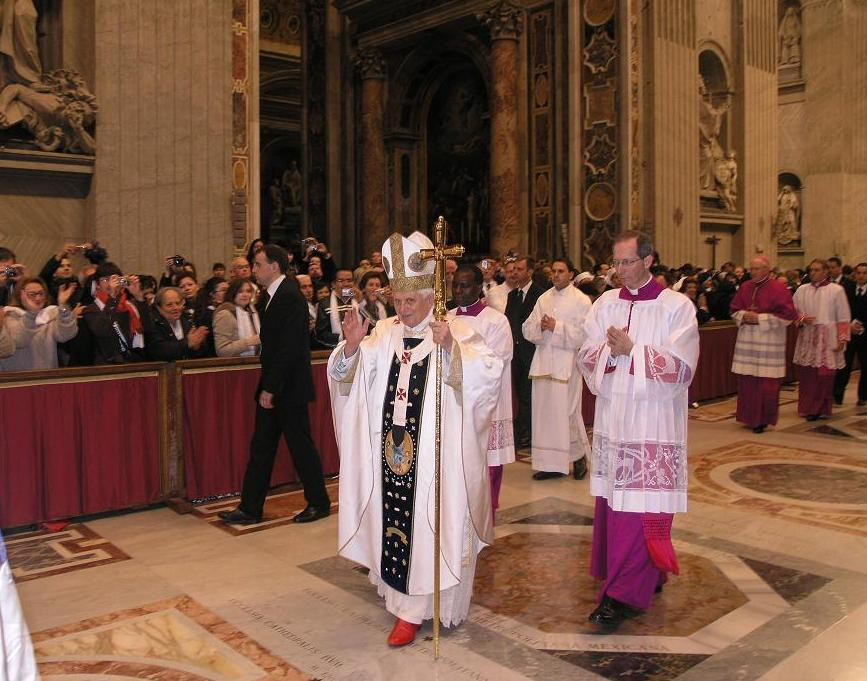
Papa Benedetto XVI con la sua ferula personale, in uso dal 28 novembre 2009
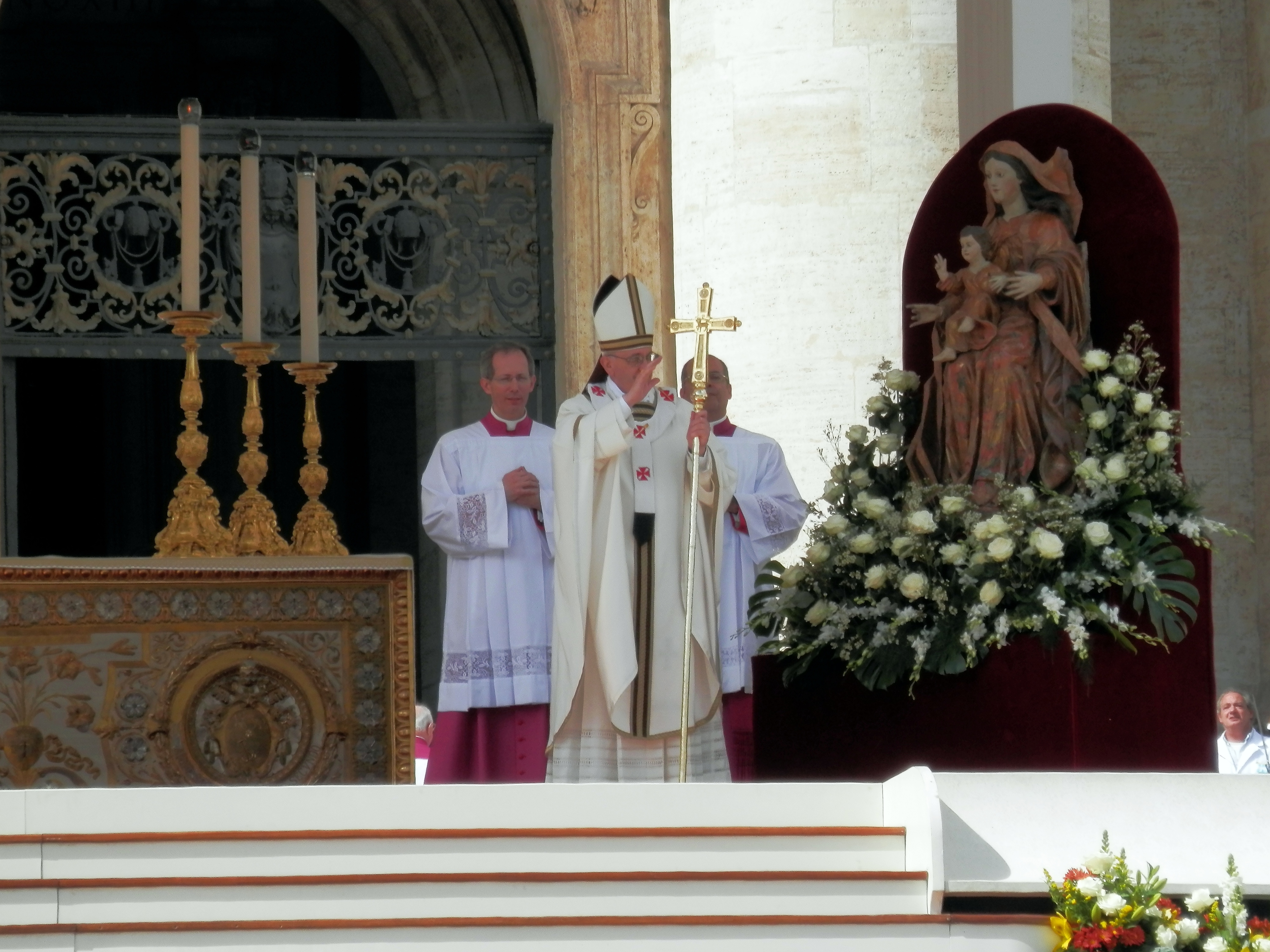
Papa Francesco con la ferula di papa Benedetto XVI
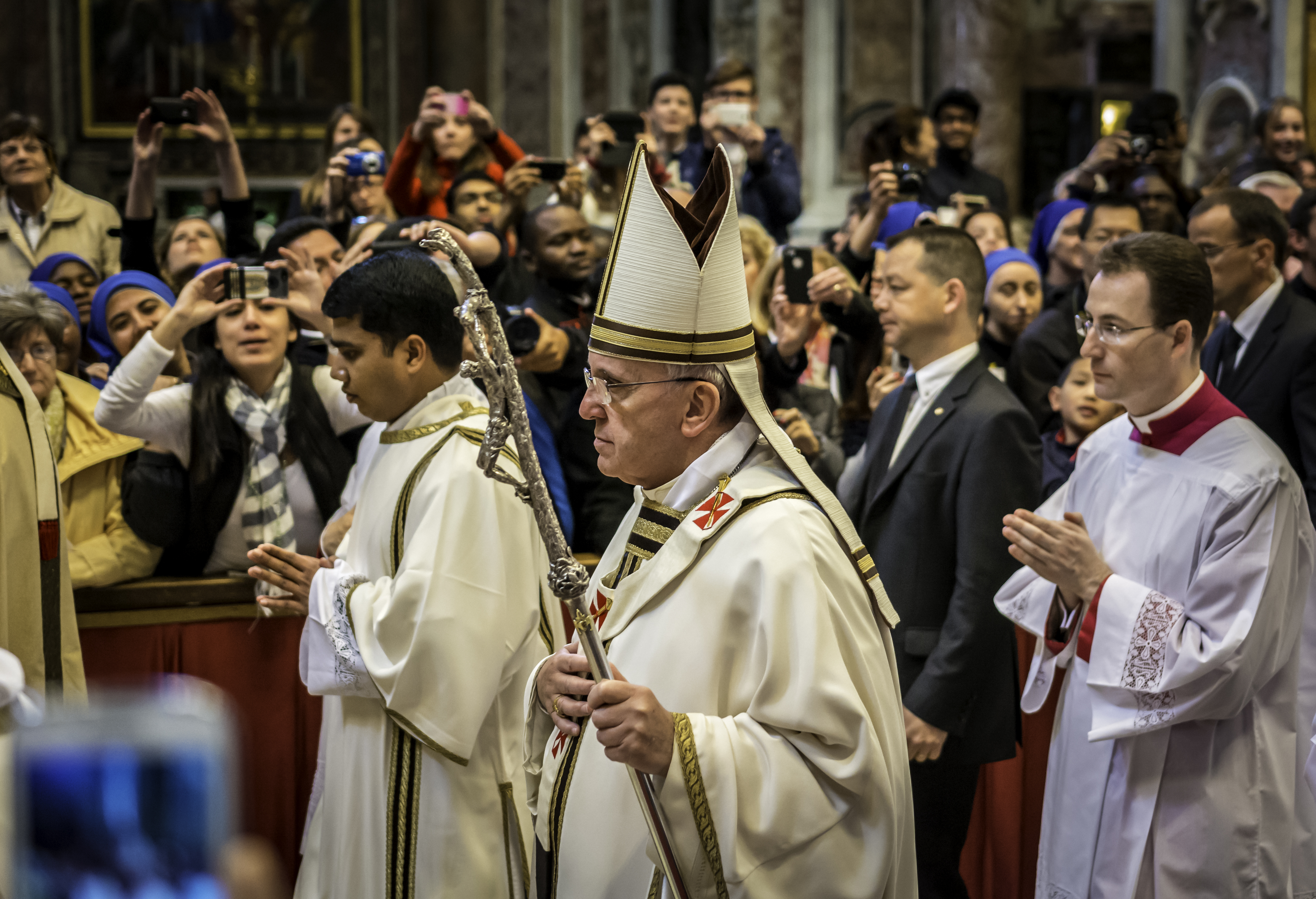
Papa Francesco con la ferula di Lello Scorzelli
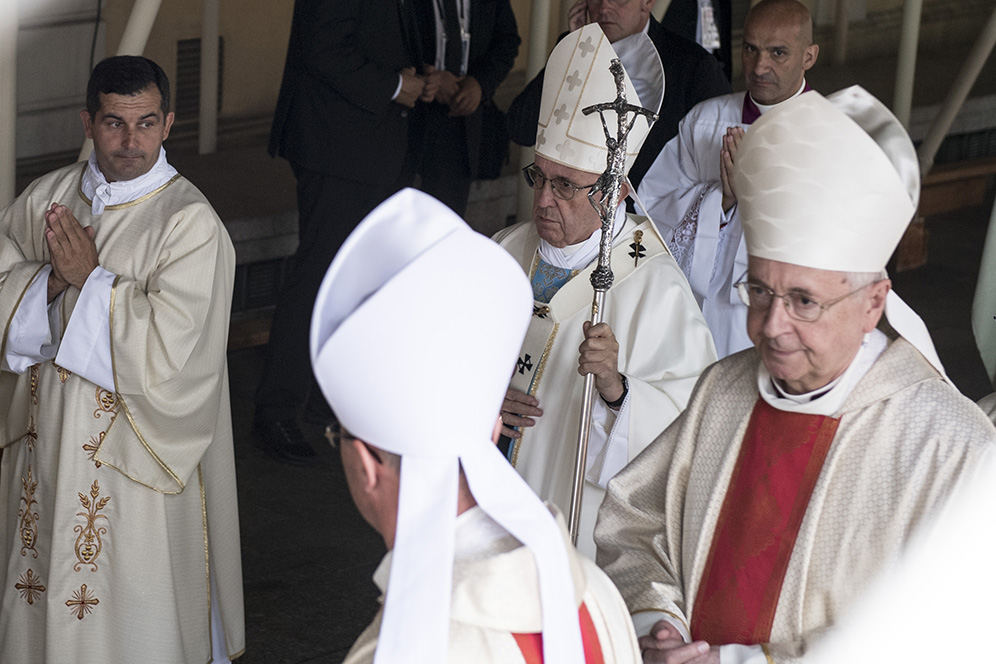
Papa Francesco con la ferula di Lello Scorzelli il 28 luglio 2016 a Częstochowa, durante la celebrazione per il 1050° anniversario del battesimo della Polonia
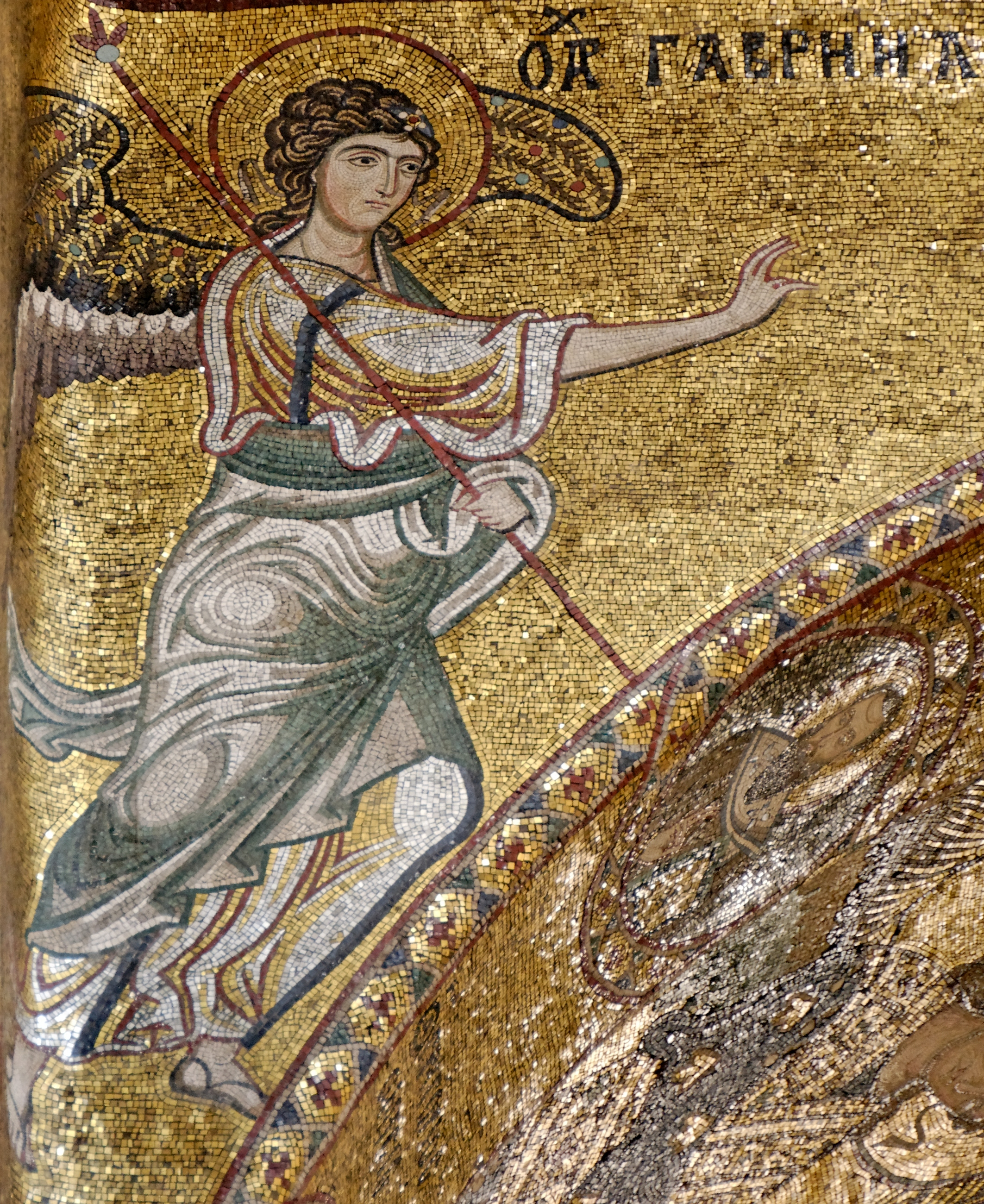
L'arcangelo Gabriele con la ferula, chiesa della Martorana, Palermo
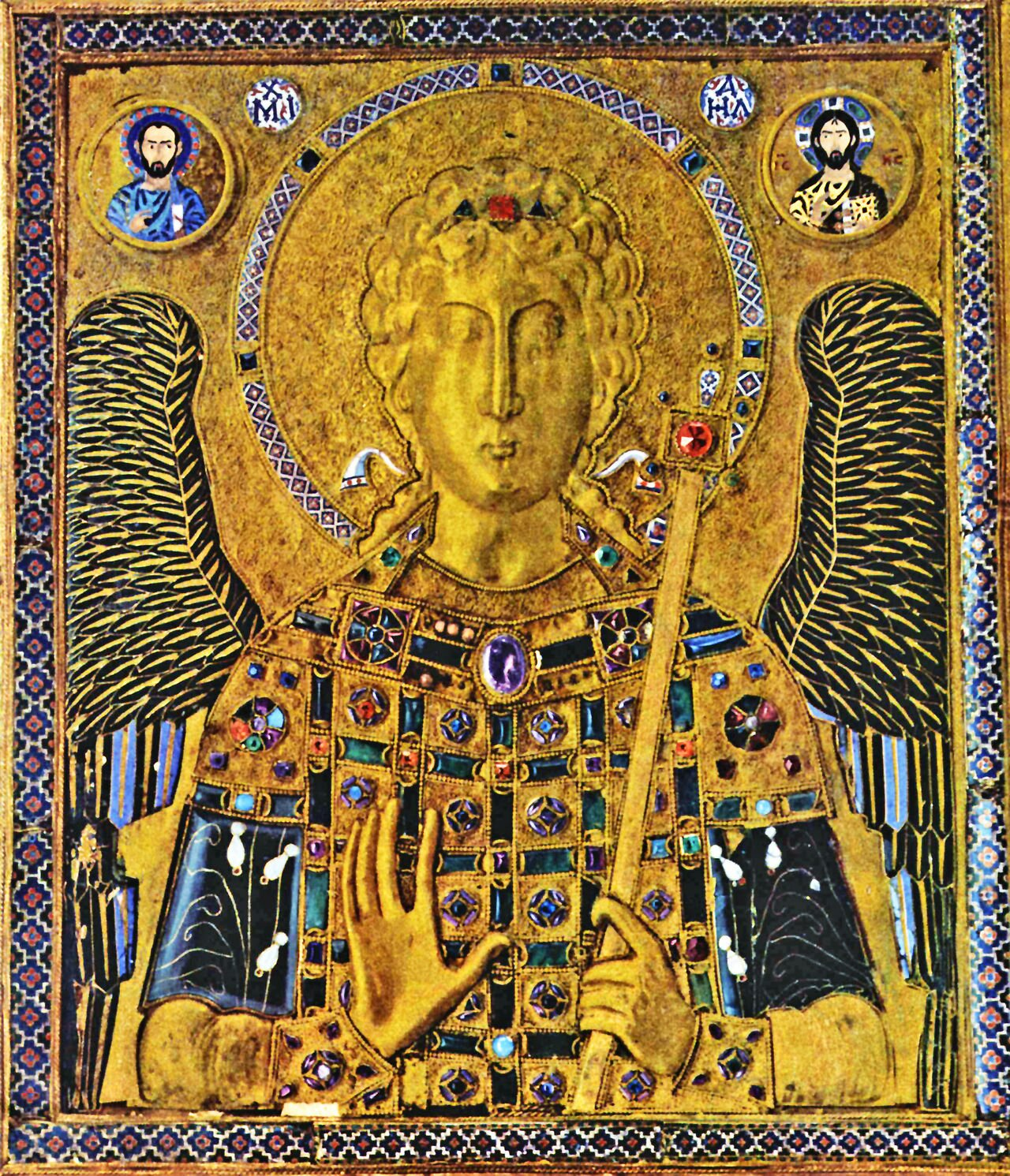
L'arcangelo Michele con la ferula, icona bizantina, tesoro della basilica di San Marco, Venezia